# Mont-lès-Neufchâteau
Mont-lès-Neufchâteau är en kommun i departementet Vosges i regionen Grand Est (tidigare regionen Lorraine) i nordöstra Frankrike. Kommunen ligger i kantonen Neufchâteau som tillhör arrondissementet Neufchâteau. År 2022 hade Mont-lès-Neufchâteau 279 invånare.

## Befolkningsutveckling
Antalet invånare i kommunen Mont-lès-Neufchâteau
| Referens: INSEE |